# Rafflesiàcies

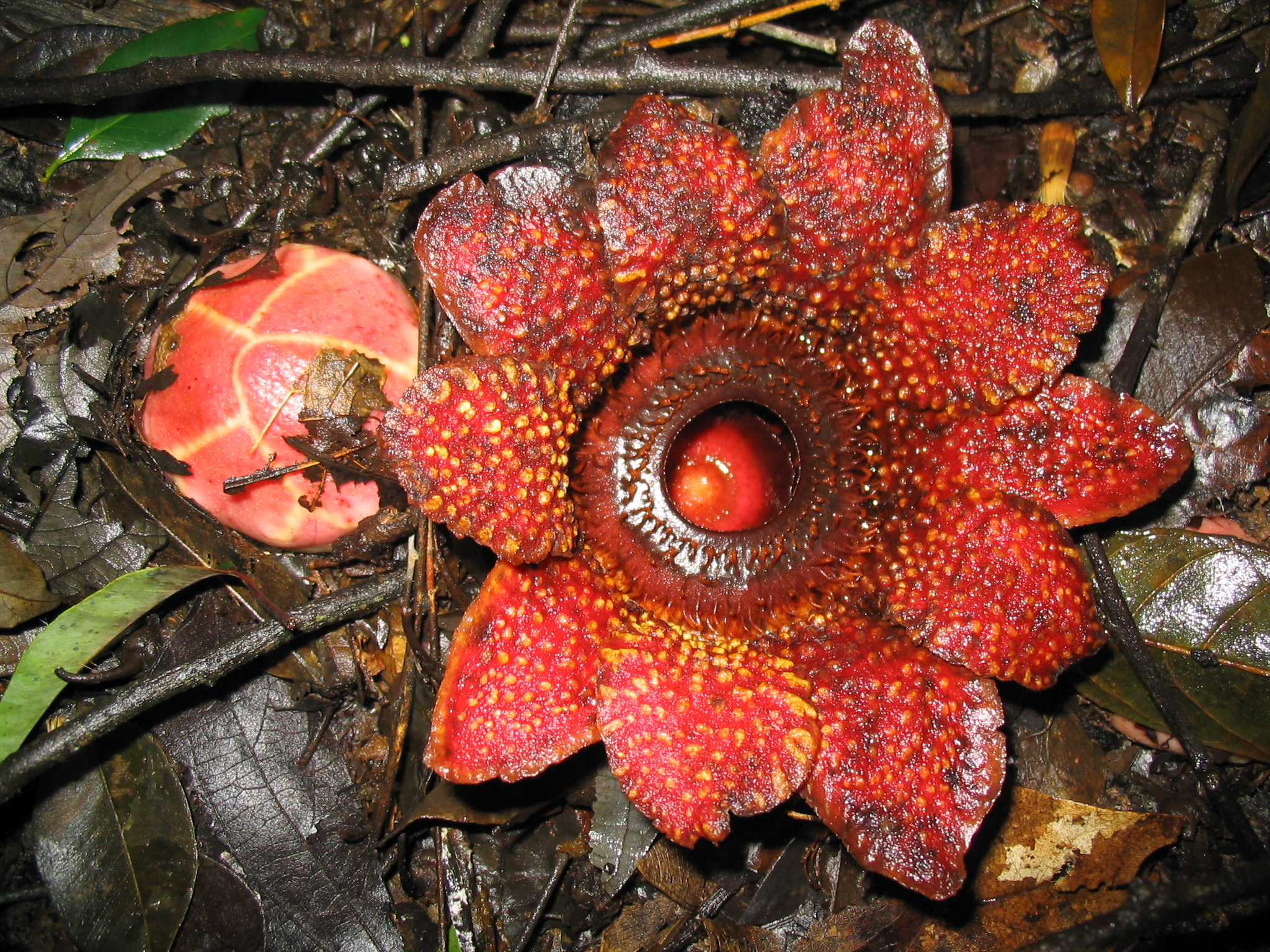
Sapria himalayana al Parc Nacional de Doi Suthep (Chiang Mai), Tailàndia

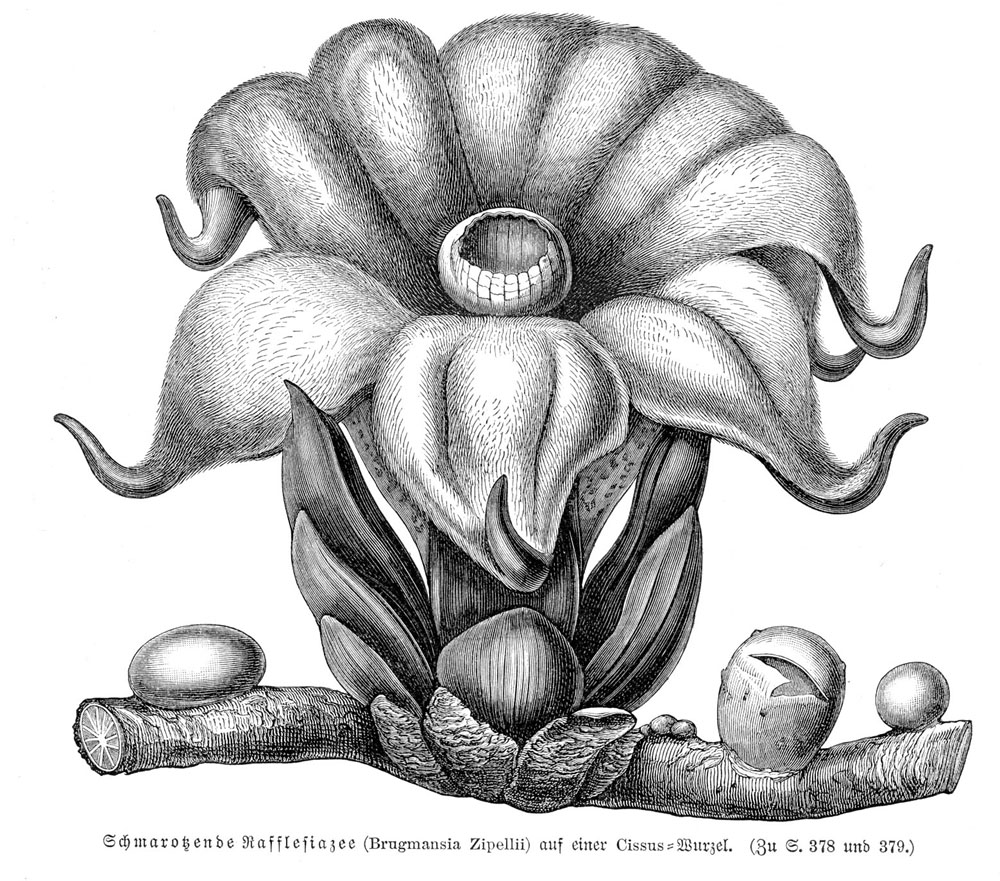
Il·lustració de Rhizanthes (aleshores coneguda com Brugmansia), una Rafflesiaceae de Der Bau und die Eigenschaften der Pflanzen (1913).

Les rafflesiàcies (Rafflesiaceae) són una família de plantes angiospermes paràsites de l'ordre de les malpigials (Malpighiales), dins del clade de les fàbides, un subclade de les ròsides.
Conté una cinquantena d'espècies, agrupades en tres gèneres, natives del sud-est d'Àsia i de Malèsia.

## Descripció
Són plantes holoparàsites, sense tija, ni fulles ni arrels i sense capacitat de fer la fotosíntesi que penetren a la planta hoste per extreure'n les substàncies nutritives que circulen pels seus vasos conductors. Es caracteritzen per fer flors molt grans, de les més grans entre les angiospermes, que poden arribar a fer un metre de diàmetre. L'espècie Rafflesia arnoldii presenta la flor individual de major grandària descrita.

## Taxonomia
Aquesta família va ser publicada per primer cop l'any 1829 a l'obra Analyse des Familles de Plantes: avec l'indication des principaux genres qui s'y rattachent pel botànic francès Barthélemy Charles Joseph Dumortier (1797-1878).

### Gèneres
Dins d'aquesta família es reconeixen els tres gèneres següents:
- Rafflesia R.Br. ex Gray
- Rhizanthes Dumort.
- Sapria Griff.

## Història taxonòmica
A les classificacions antigues, la família de les rafflesiàcies, tenia una circumscripció molt més extensa però les anàlisis filogenètiques van demostrar que hi havia espècies que ara es troben agrupades en famílies d'altres ordres:
- Mitrastemonaceae: Mitrastemon - ordre Ericales.
- Cytinaceae: Bdallophyton, Cytinus - ordre Malvales.
- Apodanthaceae: Apodanthes, Pilostyles - ordre Cucurbitales.